# Mark Rowsom
Mark Rowsom (Comber, Ontário, 1965) é um ex-patinador artístico canadense. Ele conquistou com Cynthia Coull uma medalha de bronze em campeonatos mundiais, uma medalha de ouro e uma de prata no Skate Canada International, uma medalha de bronze no NHK Trophy e foi três vezes campeão do campeonato nacional canadense.

## Principais resultados

### Duplas com Cynthia Coull
| Campeonato Mundial                                    | 9.º              | 7.º               | 7.º               | Medalha de bronze | 6.º             |  |  |  |  |  |  |  |  |  |  |
| NHK Trophy                                            |                  |                   | Medalha de bronze |                   |                 |  |  |  |  |  |  |  |  |  |  |
| Skate America                                         | 4.º              |                   |                   |                   |                 |  |  |  |  |  |  |  |  |  |  |
| Skate Canada International                            |                  |                   | Medalha de prata  |                   | Medalha de ouro |  |  |  |  |  |  |  |  |  |  |
| Nacional                                              |                  |                   |                   |                   |                 |  |  |  |  |  |  |  |  |  |  |
| Campeonato Canadense                                  | Medalha de prata | Medalha de bronze | Medalha de ouro   | Medalha de ouro   | Medalha de ouro |  |  |  |  |  |  |  |  |  |  |
|                                                       |                  |                   |                   |                   |                 |  |  |  |  |  |  |  |  |  |  |
| Legenda: Competição não foi disputada nesta temporada |                  |                   |                   |                   |                 |  |  |  |  |  |  |  |  |  |  |